# Лондон 2014 (шаховий турнір)
London Chess Classic 2014 — міжнародний шаховий турнір, що проходив з 6 по 14 грудня 2014 року в Лондоні.
В рамках Лондонського шахового фестивалю 2014 року проводилися два основні турніри: з швидких та класичних шахів.

## Турнір з швидких шахів
В турнірі з швидких шахів взяли участь 405 учасників. Турнір проходив за швейцарською системою у 10 турів. Переможцем турніру з результатом 9½ очок з 10 можливих (+9-0=1) став Хікару Накамура.

Підсумкова таблиця — див
| Місце | Шахіст              | Країна     |  | + | = | − | Очки |
| ----- | ------------------- | ---------- |  | - | - | - | ---- |
| 1     | Хікару Накамура     | США        |  | 9 | 1 | 0 | 9½   |
| 2     | Аніш Гірі           | Нідерланди |  | 8 | 1 | 1 | 8½   |
| 3     | Фабіано Каруана     | Італія     |  | 7 | 2 | 1 | 8    |
| 4     | Вішванатан Ананд    | Індія      |  | 7 | 2 | 1 | 8    |
| 5     | Володимир Крамник   | Росія      |  | 7 | 2 | 1 | 8    |
| 6     | Найджел Шорт        | Англія     |  | 6 | 4 | 0 | 8    |
| 7     | Олександр Лендерман | США        |  | 7 | 2 | 1 | 8    |
| 8     | Ерік Хансен         | Канада     |  | 7 | 2 | 1 | 8    |
| 9     | Даніель Народицький | США        |  | 7 | 2 | 1 | 8    |
| 10    | Ніколас Перт        | Англія     |  | 7 | 2 | 1 | 8    |
| 11    | Алон Грінфельд      | Ізраїль    |  | 8 | 0 | 2 | 8    |
| 12    | Саймон К.Уільямс    | Англія     |  | 7 | 2 | 1 | 8    |
| 13    | Майкл Адамс         | Англія     |  | 7 | 1 | 2 | 7½   |
| 14    | Метью Садлер        | Англія     |  | 6 | 3 | 1 | 7½   |
| 15    | Сімен Агдестейн     | Норвегія   |  | 7 | 1 | 2 | 7½   |
| 16    | Люк Макшейн         | Англія     |  | 6 | 3 | 1 | 7½   |
| ….    |                     |            |  |   |   |   |      |

## Турнір з класичних шахів
Категорія турніру — ХХІІ (середній рейтинг — 2779,83)

### Регламент турніру

#### Загальні положення
- Якщо гравець запізнюється більш ніж на 30 хвилин, йому зараховується поразка.
- Гравці не мають права згоджуватися на нічию без дозволу головного судді. Нічия зараховується головним суддею в таких випадках:
  - Трьохкратне повторення ходів;
  - 50 ходів без ходів пішаків та розмінів;
  - Теоретично нічийна позиція.

#### Розклад змагань
- Ігрові дні: 10-14 грудня

Час початку партій (київський): 

- 10-12 грудня  — 18.00 год ; 13-14 грудня  — 16.00 год ;

#### Контроль часу
- 100 хвилин на 40 ходів, 50 хвилин до закінчення партії та додатково 30 секунд на хід починаючи з першого.

#### Нарахування очок
- За перемогу нараховується 3 очка, за нічию 1, за поразку 0. Пропонувати нічию заборонено.

#### Критерії розподілу місць
- При рівності очок при розподілі місць додатковими показниками є:

1. Кількість перемог
2. Кількість перемог чорним кольором
3. Результат особистих зустрічей.

При рівності всіх додаткових показників грається додатковий матч або двоколовий матч-турнір в бліц.

#### Призовий фонд
Призовий фонд — 90 000 Євро (сума до оподаткування).
1. 50 000 євро
2. 25 000 євро
3. 15 000 євро

### Учасники турніру
| - Фабіано Каруана ( Італія, 2829) — 2 - Вішванатан Ананд ( Індія, 2793) — 6 - Хікару Накамура ( США, 2775) — 7 | - Володимир Крамник ( Росія, 2769) — 9 - Аніш Гірі ( Нідерланди, 2768) — 10 - Майкл Адамс ( Англія, 2745) — 14 |

жирним  — місце в рейтингу станом на грудень 2014 року

### Бліц-турнір жеребкування
Для визначення стартових номерів учасників, замість традиційного жеребкування 8 грудня був проведений двоколовий бліц-турнір (контроль часу: 4 хвилини + 2 секунди на хід).
Переможець турніру з блискавичних шахів має першочергове право вибору свого порядкового номера в головному турнірі, шахіст, що посів друге місце вибирає наступним і т. д.

#### Підсумкова таблиця бліц-турніру[2]
| № | Учасник           | Країна     |  | + | - | = | Очки | SB   |
| - | ----------------- | ---------- |  | - | - | - | ---- | ---- |
| 1 | Майкл Адамс       | Англія     |  | 5 | 3 | 2 | 17   | 88,5 |
| 2 | Хікару Накамура   | США        |  | 5 | 3 | 2 | 17   | 78   |
| 3 | Володимир Крамник | Росія      |  | 5 | 3 | 2 | 17   | 71,5 |
| 4 | Аніш Гірі         | Нідерланди |  | 5 | 4 | 1 | 16   | 71,5 |
| 5 | Вішванатан Ананд  | Індія      |  | 3 | 6 | 1 | 10   | 51,5 |
| 6 | Фабіано Каруана   | Італія     |  | 3 | 7 | 0 | 9    | 43   |

### Рух за турами
| 1 тур 10.12.2014 | 1 тур 10.12.2014 | 1 тур 10.12.2014 | 1 тур 10.12.2014 | 1 тур 10.12.2014 |
| ---------------- | ---------------- | ---------------- | ---------------- | ---------------- |
| Крамник          | 0                | 1:1              | 0                | Ананд            |
| Накамура         | 0                | 1:1              | 0                | Гірі             |
| Адамс            | 0                | 3:0              | 0                | Каруана          |
| 4 тур 13.12.2014 |                  |                  |                  |                  |
| Ананд            | 3                | 1:1              | 5                | Гірі             |
| Крамник          | 5                | 1:1              | 2                | Каруана          |
| Накамура         | 2                | 3:0              | 4                | Адамс            |

| 2 тур 11.12.2014 | 2 тур 11.12.2014 | 2 тур 11.12.2014 | 2 тур 11.12.2014 | 2 тур 11.12.2014 |
| ---------------- | ---------------- | ---------------- | ---------------- | ---------------- |
| Ананд            | 1                | 1:1              | 0                | Каруана          |
| Гірі             | 1                | 3:0              | 3                | Адамс            |
| Крамник          | 1                | 3:0              | 1                | Накамура         |
| 5 тур 14.12.2014 |                  |                  |                  |                  |
| Адамс            | 4                | 0:3              | 4                | Ананд            |
| Каруана          | 3                | 1:1              | 5                | Накамура         |
| Гірі             | 6                | 1:1              | 6                | Крамник          |

| 3 тур 12.12.2014    | 3 тур 12.12.2014 | 3 тур 12.12.2014 | 3 тур 12.12.2014 | 3 тур 12.12.2014 |
| ------------------- | ---------------- | ---------------- | ---------------- | ---------------- |
| Накамура            | 1                | 1:1              | 2                | Ананд            |
| Адамс               | 3                | 1:1              | 4                | Крамник          |
| Каруана             | 1                | 1:1              | 4                | Гірі             |
| Фінальний результат |                  |                  |                  |                  |
| Ананд               | 7                |                  | 6                | Накамура         |
| Крамник             | 7                |                  | 4                | Адамс            |
| Гірі                | 7                |                  | 4                | Каруана          |

### Турнірна таблиця
| № | Учасник           | Країна     | Рейтинг | 1 | 2 | 3 | 4 | 5 | 6 |  | + | − | = | Очки | Місце | ELO-Perf | +/- |
| - | ----------------- | ---------- | ------- | - | - | - | - | - | - |  | - | - | - | ---- | ----- | -------- | --- |
| 1 | Фабіано Каруана   | Італія     | 2829    |   | 1 | 1 | 1 | 1 | 0 |  | 0 | 1 | 4 | 4    | 6     | 2698     | -9  |
| 2 | Вішванатан Ананд  | Індія      | 2793    | 1 |   | 1 | 1 | 1 | 3 |  | 1 | 0 | 4 | 7    | 1     | 2849     | +4  |
| 3 | Хікару Накамура   | США        | 2775    | 1 | 1 |   | 0 | 1 | 3 |  | 1 | 1 | 3 | 6    | 4     | 2781     | 0   |
| 4 | Володимир Крамник | Росія      | 2769    | 1 | 1 | 3 |   | 1 | 1 |  | 1 | 0 | 4 | 7    | 2-3   | 2854     | +6  |
| 5 | Аніш Гірі         | Нідерланди | 2768    | 1 | 1 | 1 | 1 |   | 3 |  | 1 | 0 | 4 | 7    | 2-3   | 2854     | +6  |
| 6 | Майкл Адамс       | Англія     | 2745    | 3 | 0 | 0 | 1 | 0 |   |  | 1 | 3 | 1 | 4    | 5     | 2638     | -7  |

### Переможець
Вішванатан Ананд